# Piégé (film, 2014)
Pour les articles homonymes, voir Piégé.
Pour plus de détails, voir Fiche technique et Distribution.
Piégé est un film de guerre français réalisé par Yannick Saillet, sorti en 2014.

## Synopsis
Durant la guerre en Afghanistan, pendant un trajet la patrouille de Denis est victime d'une embuscade. Il pense être finalement sorti d'affaire et être le seul survivant quand il pose son pied sur une mine à double détente : s'il enlève son pied, il meurt. Denis est bloqué dans ce désert aride : il implose intérieurement mais se doit de résister physiquement.
À un moment, il se baisse avec son couteau pour déterrer la bombe et gratte avec ses mains mais il se rend à l'évidence : il ne pourra pas le faire seul. Il attend donc l'arrivée des démineurs pour la désamorcer.

## Fiche technique
Sauf indication contraire, les informations mentionnées dans cette section peuvent être confirmées par les bases de données cinématographiques IMDb et Allociné,  présentes dans la section « Liens externes ».
- Titre original : Piégé
- Réalisateur : Yannick Saillet
- Scénario et dialogues : Yannick Saillet, Jérémie Galan, Patrick Gimenez et Vincent Crouzet.
- Producteur : Fabio Conversi, Patrick Gimenez
- Son : Zacharie Naciri
- Lieu de Tournage : Ouarzazate
- Société de production :  Chelifilms, Babe Films
- Sociétés de coproductions :  Iron Monkey, My Major Company et Myra Film
- Distributeur France : Bellissima Films
- Langue : français
- Genre : guerre
- Date de sortie : 15 janvier 2014 ( France)

## Distribution
- Pascal Elbé : Denis Guillard
- Laurent Lucas : Murat
- Caroline Bal : Caroline Fresney
- Arnaud Henriet : Pastres
- Jérémie Galan : Junior
- Patrick Gimenez : Le capitaine
- Othman Younouss : Afzal
- Éric Aubrahn : Adjudant chef Robin

## Réception par le public
Selon Le Figaro, le film figure en première position dans la liste des vingt films français et étrangers les plus « boudés par le public » en 2014.